# ショーン・テイラー
ショーン・テイラー（Sean Michael Maurice Taylor 1983年4月1日 - 2007年11月27日）はフロリダ州マイアミ出身のアメリカンフットボール選手。ポジションはフリーセイフティ。NFLのワシントン・レッドスキンズに所属していたが2007年11月26日にパルメット・ベイの自宅で強盗に銃撃され、翌日に搬送先の病院で死亡した。

## 経歴

### プロ入りまで
1983年にマイアミで生まれ、その後マイアミ近郊で育った。高校時代はオフェンスではランニングバック、ディフェンスではディフェンスバックやラインバッカーとしてプレイした。2000年には彼は1400ヤードを走り、州の記録となる44タッチダウンをあげ、ディフェンスでも100タックルの活躍を見せて彼の高校はリーグ戦で14勝1敗（負けた試合には彼は出場していなかった。）の成績を残した。また州の優勝決定戦では3タッチダウンをあげた。
マイアミ大学にリクルートされて入学した彼は1年目には1年生ながら起用されたわずか4人のうちの1人となり、ニッケルディフェンスやダイムディフェンスを行う際のディフェンスバックとして起用された。ピッツバーグ大学との試合の活躍ではビッグ・イースト・カンファレンスの週間最優秀新人選手に選ばれた。その後大学は1983年以来となる5度目の全米チャンピオンとなった。
2002年になると彼は先発出場するようになりチームで3番目に多い85タックル（53ソロタックル）、4インターセプトなどの成績を残しカンファレンスのヘッドコーチ達の選出によるセカンドチームにも選ばれた。またこの年パントリターンでタッチダウンもあげている。そして試合には敗れたもののオハイオ州立大学とのフィエスタボウルでキャリアハイとなる11タックル、2インターセプトをあげた。
2003年には全米最多となる10インターセプトをあげてマイアミ大学出身のベニー・ブレイズの記録と並び、オールアメリカンのファーストチームに選ばれると共にカンファレンスの最優秀ディフェンス選手に選ばれ、カレッジフットボールの最優秀fディフェンスバックに与えられるジム・ソープ賞のファイナリストにもなった。この年のピッツバーグ大学との試合では2インターセプトをあげてオールアメリカンに選ばれた相手WRのラリー・フィッツジェラルドをわずか2回のパスキャッチ、13ヤード獲得に抑えた。またボストン・カレッジとの試合では67ヤードのインターセプトリターンタッチダウン、フロリダ州立大学との試合では50ヤードのインターセプトリターンタッチダウン、ラトガーズ大学との試合では44ヤードのインターセプトリターンタッチダウンをあげて大学の1シーズンにおけるインターセプトリターンタッチダウン記録を塗り替えた。2003年シーズン終了後、彼は大学3年生であったがNFLドラフトにエントリーすることを発表した。

### NFL
2004年4月のNFLドラフトでドラフト1巡目全体5位でワシントン・レッドスキンズに指名されて入団した。この年のドラフト1巡目では彼の他にケレン・ウィンズロー、ジョナサン・ビルマ、D・J・ウィリアムズ、バーノン・キャリー、ビンス・ウィルフォークと6人の選手がマイアミ大学から指名された。ドラフト終了後彼はレッドスキンズと7年1800万ドルで契約した。
この年、NFLのルーキー向けのシンポジウムを欠席して25,000ドルの罰金を払った。シーズンが始まると3試合目からは先発のフリーセーフティとなり、チーム2番目の4インターセプトをあげると共に89タックル、2ファンブルフォース、1サックの数字を残した。同年10月27日にはロッド・ガードナーの誕生日パーティーに出席した帰りの州間高速道路495号線で制限速度が時速55マイル（約88km）のところ時速82マイル（約130km）のスピードを出して飲酒運転で逮捕、グリーンベイ・パッカーズ戦を欠場した。
2005年に彼の背番号は36から親友でありミネソタ・バイキングスに移籍したフレッド・スムートが着けていた21に変更になった（2007年にスムートはレッドスキンズに復帰したがテイラーは21番を着け続け、スムートはバイキングスの時と同じ27番を着けた。）。
2005年、彼は70タックル、2サック、2インターセプト、2ファンブルフォース、1ファンブルリターンタッチダウンをあげる活躍を見せ、この頃から彼のハードヒットはNFLの中でも知られるようになった。この年のフィラデルフィア・イーグルスとのホームゲームではチームメートのクリントン・ポーティスと共にドレスコードに違反して5000ドルの罰金を受けた。またレイトヒットが少なくとも7回あった。2006年1月7日のタンパベイ・バッカニアーズとのプレーオフではファンブルリカバータッチダウンをあげたがマイケル・ピットマンの顔につばを吐き退場処分及び17,000ドルの罰金を受けている。この年2度にわたる軽犯罪により、18ヶ月の保護観察を受けることとなった。
2006年シーズンにはチームトップで自己ベストの114タックル、1インターセプト、3ファンブルフォースの数字を残した。タックルミスも目立ったがブライアン・ドーキンスが辞退した代わりに、初めてプロボウルに選出された。（当初出場予定だったフィラデルフィア・イーグルスのブライアン・ドーキンスの代わりに出場）同年の11月5日のダラス・カウボーイズ戦ではマイク・バンダージャットのフィールドゴールをブロックした。第12週のカロライナ・パンサーズ戦では第4Qにジェイク・デロームのパスをインターセプトしてNFCの週間最優秀守備選手に選ばれた。また同地区のライバル、ダラス・カウボーイズ戦では第4Q終盤にFGをブロックし、リカバー、ここでカウボーイズがフェイスマスクの反則を犯し、ニック・ノバックの47ヤード決勝FGにつながった。
2007年11月27日に亡くなった時点で第11週、第12週をひざの負傷で欠場していたにもかかわらず9試合の出場でNFCトップタイの5インターセプト、42タックル、1ファンブルフォースの数字をあげていた。殺害される直前の2週間彼はサイドラインにおり試合が終わると自宅のあるマイアミに戻り、子どもと過ごしていた。12月18日すでに亡くなっていたもののプロボウル出場に必要な得票を得た。NFL史上亡くなった選手がプロボウルに選出されるのは初めてのことであった。（NHLでは1986年にフィラデルフィア・フライヤーズのペレ・リンドベルグが選ばれたことがあった。）

## 死去
2007年11月26日、就寝中、自宅への侵入者に気づいた彼は、東部標準時01:46にパルメットベイにある自宅で強盗に足の上部を銃撃されて大腿動脈から出血した。アンディ・ガルシアの姪で彼のガールフレンドであるジャッキー・ガルシアは9-1-1に電話をした。テイラーはマイアミのジャクソンメモリアル病院に運び込まれ手術を受けたが出血多量で昏睡状態となり翌27日03:30に亡くなった。
死の8日前の11月18日にも彼の留守中に強盗が入っていたことが明らかになった。11月30日に17歳から20歳の4人の男が逮捕された。12月1日に4人は第2級殺人、強盗、住居侵入などで起訴された。2008年5月13日に5人目の容疑者である16歳の男が逮捕され翌14日に起訴された。
12月3日にフロリダ国際大学で行われた彼の葬儀には2日後に試合を控えたレッドスキンズのチーム一員、NFLコミッショナーのロジャー・グッデル、元レッドスキンズのヘッドコーチ、ジョー・ギブス、大学やNFL入りしてからのチームメートだったラバー・アーリントン、クリントン・ポーティス、バック・オルテガ、さらにジェシー・ジャクソンやO・J・シンプソン、テイラーの出身高校の生徒たち、マイアミ大学時代のチームメートも参列したことが報じられた。

## 死後
NFLはシーズン第13週に全ての選手のヘルメットに彼の背番号21をつけてプレイするよう指示した。また全ての試合開始前に黙祷を行った。フェデックスフィールドで行われた試合の最初のプレイでレッドスキンズのディフェンスは通常11人でプレイするところ10人で行った。彼が亡くなった時点で5勝7敗だったチームは4連勝して9勝7敗でプレーオフ出場を果たした。チームメートのクリス・クーリー、クリス・サミュエルズ、イーサン・オルブライトはプロボウルで彼の背番号21をつけてプレイした。彼らのジャージはオークションにかけられてその収益は彼の遺児である娘（彼が殺された当時18ヶ月）のために作られた基金に寄付された。
また2008年11月30日、レッドスキンズからRing of Fame（名誉の指輪）が贈られることとなった。
2013年11月4日、事件の公判が行われ、被告人の1人に対する第2級殺人罪が確定した。

## 人物
彼はチームメートによって半分人で半分獣であるといった意味で"Meast"と呼ばれるようになった。彼はNFLのディフェンスバックの選手の中でもハードヒットで知られるようになった。またチームメートのラバー・アーリントンからはグリムリーパーと呼ばれた。
2006年のプレシーズンにESPNがNFL選手361人の投票により最も汚いプレーをする選手は誰かという調査をした際、3%の票を集めた。
2007年シーズン始め、スポーツ・イラストレイテッドは彼をNFL一のハードヒッターに取り上げた。